# Tarnóczi Márton
Tarnóczi Márton (Beckó, 1620. – Blatnica, 1685. augusztus 3.) evangélikus püspök.

## Élete
Beckón született, ahol tanulmányait is kezdte. Tanult még Vágújhelyen, Győrött, Pozsonyban, Rajecen és Lőcsén (itt egy évig). Majd külföldre ment, és 1644. október 23-án a wittenbergi egyetemre iratkozott be, ahonnét négy év múlva magiszteri címmel tért vissza a hazájába. 1649 elején a szenici, 1640-ben pedig trencséni iskolaigazgató lett. 1651 márciusában Vágújhelyre ment papnak, majd 1652-ben a privigyei egyház hívta meg lelkésznek, 1656-ban pedig a bajmóci egyházkerület püspöknek választotta. Miután Privigyéről a hite miatt 1660-ban elűzték, Divékújfaluba ment lelkésznek. 1673-ban kiküldött különbíróság (delegatum judicium) elé idézték, kötelezte magát, hogy hazájából kivándorol. Németországba költözött. 1681-ben visszatérhetett Divékujfaluba az előbbi állásába. Innét 1682-ben Lőcsén, azután Privigyén volt lelkész.

## Művei
- Antiglypice Metrica tornate enucleata ac Vermiculata pro Sermone Valedictorio... Leutschoviae, 1643.
- Disputatio De Pseudosophia Cacodoxorum Et Sobria Philosophia Orthodoxorum... Wittebergae, 1646.
- Disputatio Theologica De Theologia Heterodoxa Et Orthodoxa... Uo. 1648.
- Speculum Orthodoxiae Lutheranae... Tenchinij, 1649.
- Statera Theologica adversus Coturium Resp. Isaaco Draschkoviczky, Thurócziense. Uo. 1650.
- Spicilegium biblicum in stipula praedestinationis. Respondente Ioanno Kermanno. Uo. 1651.
- Clenodium Raptum, sed non ereptum, Sive Oratio in Exequiis Spect. ac Magn. Dni Pauli Ostrozith de Ghylentincz... 1652. die 17. Oct.... Uo. 1653.
- Schematismus funebris sive oratio exhibens Nicolai Ostrozith lares, virtutes, labores, honores, cineres. Uo. 1660.
- Threnographia Prosapiae Kalinkianae super beatos cineres Adm. R. Nob., Excell, Dni Joachini Kalinkii... Zittaviae, 1678.
- Misnia Celebris a Custodia Theologici Lapidis, Aureo Mystici Velleris: Phosphori, Sigilli, Ministerii Numinis: Fori Aequitatis: Seminarii Palladis: Cum Subjunctivo Eucharistico, Stylo Oratorio & Poetico Delineata... Uo. 1681.
- Libertatis templorum quorundam silesiacorum fundamentum. Hely és év n.

Üdvözlő verset írt a Windisch János és Zabler Zsuzsánna esküvőjére és a br. Gersdorff Miklós békekövetsége alkalmára, valamint Zabler Jób (görögül) és Lang Mátyás értekezései mellé.
Kéziratban is maradtak munkái.